# Munro (Buenos Aires)
Munro è una località del partido di Vicente López della provincia di Buenos Aires, in Argentina.

## Sport
La principale società calcistica di Munro è il Club Atlético Colegiales.